# Bischofsburg Löbau
Die Burg Löbau (polnisch Zamek biskupów chełmińskich w Lubawie) war Residenz der Bischöfe von Kulm im heutigen Lubawa (Löbau), Woiwodschaft Ermland-Masuren im historischen Ostpreußen.

## Geschichte
Die erste Burg in Löbau war eine Holz-Erde-Befestigung. Unter Bischof Hermann von Prizna und seinen Nachfolgern wurde auf die Burg nach dem Vorbild der Deutschordensburgen aufgemauert. Der Bau wurde mit Abschluss des Westflügels unter Bischof Arnold Stapil (1401–16) vollendet. Nach dem Katalog der Kulmer Bischöfe starb Stapil "in castro novo Lubavie".
Vor dem Dreizehnjährigen Krieg wurde Burg Löbau unter Bischof Johann Marienau für den Einsatz von Artillerie befestigt. Nach dem Zweiten Thorner Frieden von 1466 wurde dir Burg im Inneren unter den Bischöfen Jakub Zadzik (1624–35) und Jan Lipski (1635–38) im Stil des Barock umgestaltet, u. a. in der Kapelle, der bischöflichen Kammer und den Schlosssälen. Der an der Nordwestecke des Hauptgebäudes gelegene Turm wurde aufgestockt und mit einem barocken Turmhelm versehen.
Seit der Mitte des 18. Jahrhunderts verfiel das Schloss wegen Verlegung der Residenz der Bischöfe zunehmend und wurde schließlich 1826 weitgehend abgetragen, so dass nur Teile der Fundamente erhalten blieben. Im 19. Jahrhundert wurde das Portal im ehemaligen Westflügel restauriert. In den Jahren 1998–2002 wurde das Gelände der Burg von einer Forschungsgruppe der Universität Łódź archäologisch untersucht.

## Bauwerk
Die Burg war auf allen Seiten von einem nassen Graben geschützt, wobei an der Nordostecke eine Geschützbastion die Burg schützte. Das Haupthaus hatte eine Seitenlänge von rund 50 m auf quadratischem Grundriss und mit leicht vorspringenden Ecktürmen. Durch eine Tordurchfahrt im Westflügel gelangte man von der Vorburg über eine Brücke in den gepflasterten und mit einem Brunnen ausgestatteten Innenhof. Ein zweistöckiger Umgang aus Holz um den Innenhof bot Zugang in die einzelnen Räume. Nach dem Inventar von 1614 befand sich im Erdgeschoss ein Gefängnis, die Wohnung des Burggrafen, eine Bäckerei, eine Brauerei, eine Küche, eine Speisekammer, die Kammer des Küchenmeisters, das Gesinderefektorium sowie weitere Wirtschaftsräume.
Das Obergeschoss des Süd- und Ostflügels beherbergte die bischöflichen Wohn- und Repräsentationsräume, darunter die Schlosskapelle mit der Sakristei, der große Remter, ein weiterer Remter, die Bibliothek, die Kammer des Marschalls, ein zweites Gefängnis und die bischöfliche Kanzlei.